# 良川站
良川站（日语：／ Yoshikawa eki */?）是位於石川縣鹿島郡中能登町良川17部3番1號，西日本旅客鐵道（JR西日本）的七尾線車站。
此站位於前鳥屋町中心，現時為最接近中能登町中心的車站。

## 歷史
- 1901年（明治34年）6月15日 - 七尾鐵道能登部站至德田站之間開設此站[1]。為旅客和貨物車站。
- 1907年（明治40年）7月1日 - 七尾鐵道根據鐵道國有法（日语：鉄道国有法）而國有化。成為帝國鐵道廳（國鐵）車站。
- 1909年（明治42年）10月12日 - 制定路線名稱，此站成為七尾線車站。
- 1971年（昭和46年）11月10日 - 終止貨物起卸業務。
- 1987年（昭和62年）4月1日 - 伴隨國鐵分割民營化，車站由西日本旅客鐵道（JR西日本）營運。

## 車站構造

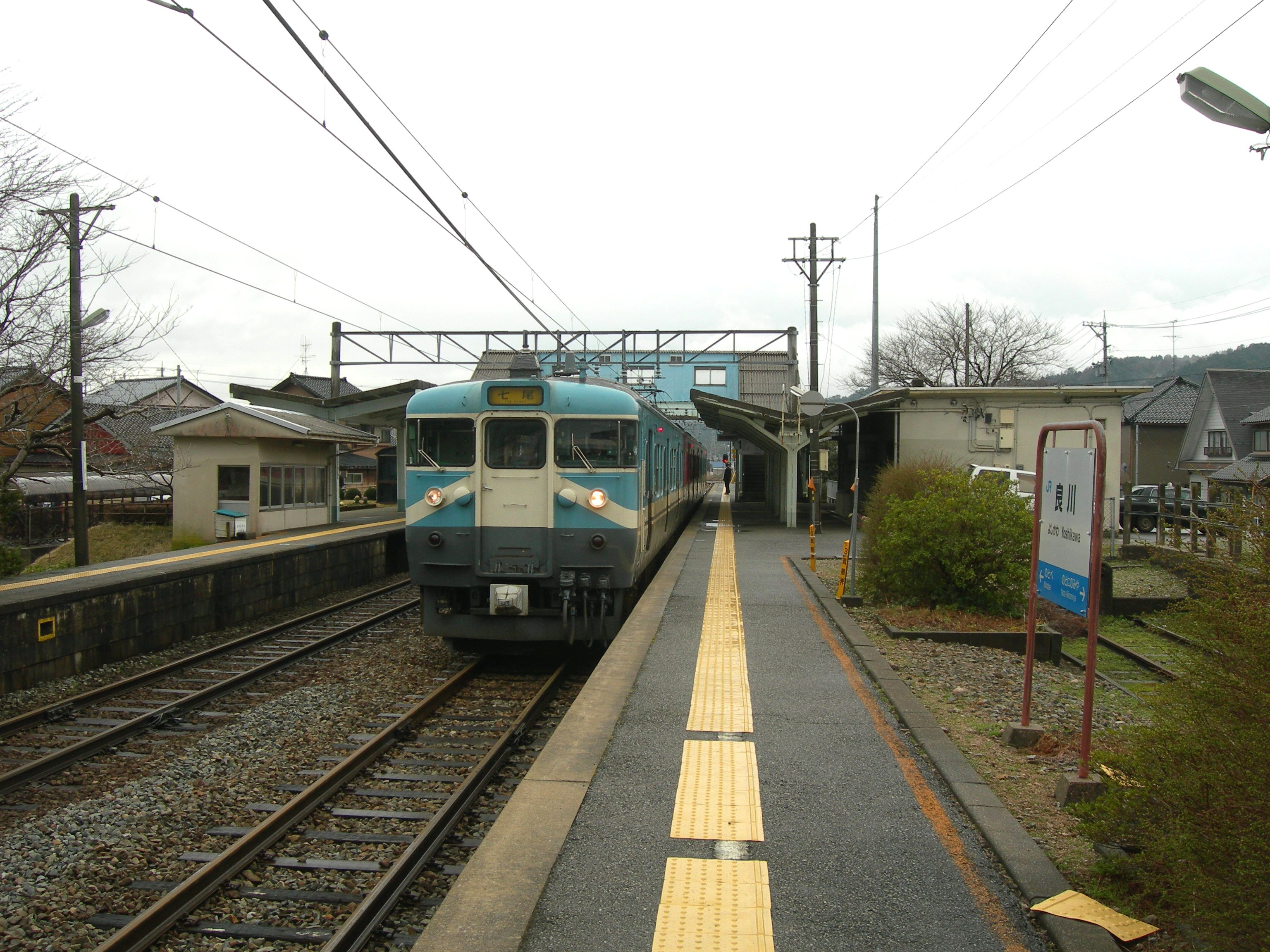
月台

車站是一座地面車站，設有2面2線的相對式月台。車站設有側線。兩月台之間設有跨線橋連接。
此站是由七尾鐵道部管理的簡易委託車站。委托了中能登町負責售票業務，此站設有POS終端。車站大樓位於下行月台側（西出口），為一座混凝土建築物。另外，在上行月台側設有東出口，該處沒有車站大樓，只有候車室。

### 月台
| 月台 | 路線    | 上下行 | 方向           | 備註              |
| ---- | ------- | ------ | -------------- | ----------------- |
| 1    | ■七尾線 | 下行   | 七尾方向       |                   |
| 2    | ■七尾線 | 上行   | 津幡、金澤方向 | 特急會使用1號月台 |

1號月台（下行線）的路軌為一線通過結構，當列車不用進行列車交會和通過此站時，上行列車會使用1號月台。但是，此站與其他車站的一線通過結構有差別，直線路軌不是上下行本線，而是分成上行線和下行線。另外，上行1班、下行2班特急「能登篝火」停靠此站，這處列車均停在1號月台。
而兩方向列車可進出兩月台。

## 使用狀況
在2018年（平成30年）度，1日平均乘車人次為338人。
根據「石川縣統計書」，以下為1日近年平均乘車人次列表：
| 年度   | 1日平均 乗車人員 |
| ------ | ---------------- |
| 1996年 | 419              |
| 1997年 | 354              |
| 1998年 | 367              |
| 1999年 | 370              |
| 2000年 | 376              |
| 2001年 | 357              |
| 2002年 | 357              |
| 2003年 | 348              |
| 2004年 | 346              |
| 2005年 | 333              |
| 2006年 | 331              |
| 2007年 | 322              |
| 2008年 | 305              |
| 2009年 | 289              |
| 2010年 | 291              |
| 2011年 | 271              |
| 2012年 | 274              |
| 2013年 | 312              |
| 2014年 | 303              |
| 2015年 | 306              |
| 2016年 | 299              |
| 2017年 | 322              |
| 2018年 | 338              |

## 車站周邊
在車站東出口側設有免費停車場。
- 國道159號（日语：国道159号）
- 中能登町公所鳥屋廳舍
- 中能登町立鳥屋小學
- 中能登町鳥屋小學
- 良川郵局

## 巴士路線
北鐵能登巴士
- 前往七尾站

中能登町社區巴士「織姬巴士」
- 鳥屋路線（從織姬之里中能登（日语：道の駅織姫の里なかのと）出發，委托北鐵能登巴士運行）

## 相鄰車站
西日本旅客鐵道
■七尾線
- 部分特急「能登篝火」停車站

能登部－良川－能登二宮

## 註腳
1. 1 2 3 4 5 6 7 8 9 10 11  . 週刊朝日百科. 43号 富山駅・高岡駅・和倉温泉駅ほか. 朝日新聞出版. 2013-06-16: 27 （日语）.
2. ↑   (PDF). 石川縣: 106.   [2020-04-10]. （原始内容 (PDF)存档于2020-10-17） （日语）.
3. ↑  中能登町おりひめバス・デマンドタクシー時刻表PDF（日語） - 中能登町

## 外部連結
- 良川｜車站資訊：JR出門網 - 西日本旅客鐵道（日語）
- 良川駅 （页面存档备份，存于）（日語） - 中能登町